# The Manikins
The Manikins est un groupe de protopunk australien, originaire de Perth, en Australie-Occidentale. Les activités du groupe ne durent que six ans, entre 1976 et 1981.

## Biographie
Le groupe est formé en 1976 à Perth, en Australie-Occidentale, en Australie, sous le nom de Cheap Nasties. Il réunit initialement Robert Porritt (chant), Neil Fernandez (guitare), Ken Seymour (basse), Mark Betts (batterie). C'est l'un des tout premiers groupes punk formé en Australie. Une tournée est effectuée dans l'est. L'accueil initial est relativement indifférent. Des singles sont enregistrés. Les membres quittent le groupe, qui se reforme en 1982, avec Mark Betts, Robert Porritt, de la formation initiale, mais aussi Paul Blackbee (guitare, claviers, ex-Screaming Fits) et Bradley Clark (guitare, basse, Tears de Billy Orphan). La nouvelle formation s'installe à Melbourne et enregistre l'album Live Locally.
En 1985, Christine Bodey remplace Robert Porritt. Alexander Nettelbeck (claviers) remplace Paul Blackbee, et le groupe adopte un son plus commercial. Il signe à CBS et produit des singles. L'album Manikins sort en février 1988. Le groupe disparaît au début des années 1990,,.

## Discographie

### Albums studio
- 1979 : Live Locally
- 1981 : Last Gasp
- 1988 : Manikins
- 2004 : The Manikins

### Singles
- 1978 : I Never Thought I'd Find Someone Who Would Be So Kind/Radio World
- 1979 : Premonition/Laugh too Loud
- 1980 : Love at Second Sight/Nuisance/All I Care About
- 1986 : What Are You On? / Dictator's Dream
- 1987 : Cruel World/Dracula's Slut
- 1988 : Scent/Life Underground